# Dolycoris
Dolycoris är ett släkte av insekter. Dolycoris ingår i familjen bärfisar.
Släktet innehåller bara arten Dolycoris baccarum.